# Joseph Veloce
Joseph Veloce, né le 23 avril 1989 à Saint Catharines, est un coureur cycliste canadien. C'est un spécialiste des épreuves de vitesse sur piste.

## Palmarès

### Jeux olympiques
- Londres 2012
  - 13e du keirin

### Championnats du monde
- Ballerup 2010
  - 11e de la vitesse par équipes
- Melbourne 2012
  - 11e de la vitesse par équipes
  - 34e de la vitesse
- Saint-Quentin-en-Yvelines 2015
  - 13e de la vitesse par équipes
  - 24e de la vitesse

### Championnats panaméricains
- Mar del Plata 2012
  -  Médaillé d'argent de la vitesse par équipes
- Mexico 2013
  -  Médaillé d'argent de la vitesse par équipes
  -  Médaillé d'argent de la vitesse
- Santiago 2015
  -  Médaillé d'argent de la vitesse par équipes (avec Hugo Barrette et Evan Carey)

### Jeux panaméricains
- Toronto 2015
  -  Médaillé d'or de la vitesse par équipes (avec Evan Carey et Hugo Barrette)

### Championnats du canada
- 2007
  -  Champion du Canada du keirin juniors
- 2008
  -  Champion du Canada du keirin
  -  Champion du Canada de vitesse individuelle
  -  Champion du Canada de vitesse par équipes (avec William Lampe et François Chabot)
- 2011
  -  Champion du Canada du keirin
  -  Champion du Canada de vitesse par équipes (avec Stéphane Cossette et Travis Smith)
- 2015
  -  Champion du Canada de vitesse par équipes (avec Evan Carey et Hugo Barrette)